# Michael Tarn
Michael Tarn (nació el 18 de diciembre de 1953) es un actor de cine y televisión británico. Es conocido por su papel de drugo Pete en la película de Stanley Kubrick La naranja mecánica en (1971).
Tarn dio el papel de Pete en La naranja mecánica, y fue el único adolescente verdadero (16-17 años) en la banda, siendo los otros mediados de los 20 años. Posteriormente, apareció en la película Made (1972), y tuvo papeles principales en Es un precioso día de mañana, dirigida por John Goldschmidt, y el papel nombre en Zigger Zagger, dirigida por Ron Smedley. Después de apariciones especiales en una sucesión de series de televisión que fue echado en Donde hay latón para la televisión de Yorkshire. Su entonces agente le había negociado fuera de la serie y su carrera como actor de cine y televisión terminó. Hizo algunas apariciones breves en los próximos 20 años, incluyendo Crimewatch, el golpe, y el último en 2000, cuando interpretó el papel de Vic de "tiradores" para Coolbean Producciones, dirigido por Colin Teague y escrita por y protagonizada por Louis Dempsey y Terence Howard con Emily Watson, Gerard Butler, Aidan Quinn, entre una multitud de otros actores británicos bien conocidos. Entre sus créditos teatrales incluyen hechizos tanto con la RSC y el Teatro Nacional Empresas, con partes aclamados por la crítica como Rick en "Los palos y huesos" con Peter Weller, Rex en "Ciudad de Azúcar" por Stephen Poliakoff en el teatro de comedia con Adam Faith. Jaques en "Jaques y su maestro" de Milan Kundera, y Sam en "Cruzando la calle", de Susan Sandler. Sus últimos años se han tomado como director independiente y profesional de teatro, y en la actualidad vive en España.

## Filmografía
- A Clockwork Orange (1971) - Pete
- Made (1972) - Charlie
- Scum (1979)